# لويس كاسيميرو
لويس كاسيميرو (بالإسبانية: Luis Casimiro)‏ مواليد 21 يونيو 1960 في فيلامايور دي كالاترافا، إسبانيا، هو مدرب كرة سلة إسباني ولاعب سابق. يدرب سي بي غران كناريا.

## الإنجازات
- الدوري الإسباني لكرة السلة (1): 1997–98
- كأس سابورتا - الوصافة: 2001–02
- الدوري الإسباني لكرة السلة الدرجة الثانية (1): 2004–05

## روابط خارجية
- لويس كاسيميرو على موقع الدوري الإسباني لكرة السلة (الإسبانية)